# Francione (architetto)
Francesco di Giovanni detto il Francione (Firenze, 1425 circa – Firenze, 25 luglio 1495) è stato un architetto e ingegnere militare italiano.

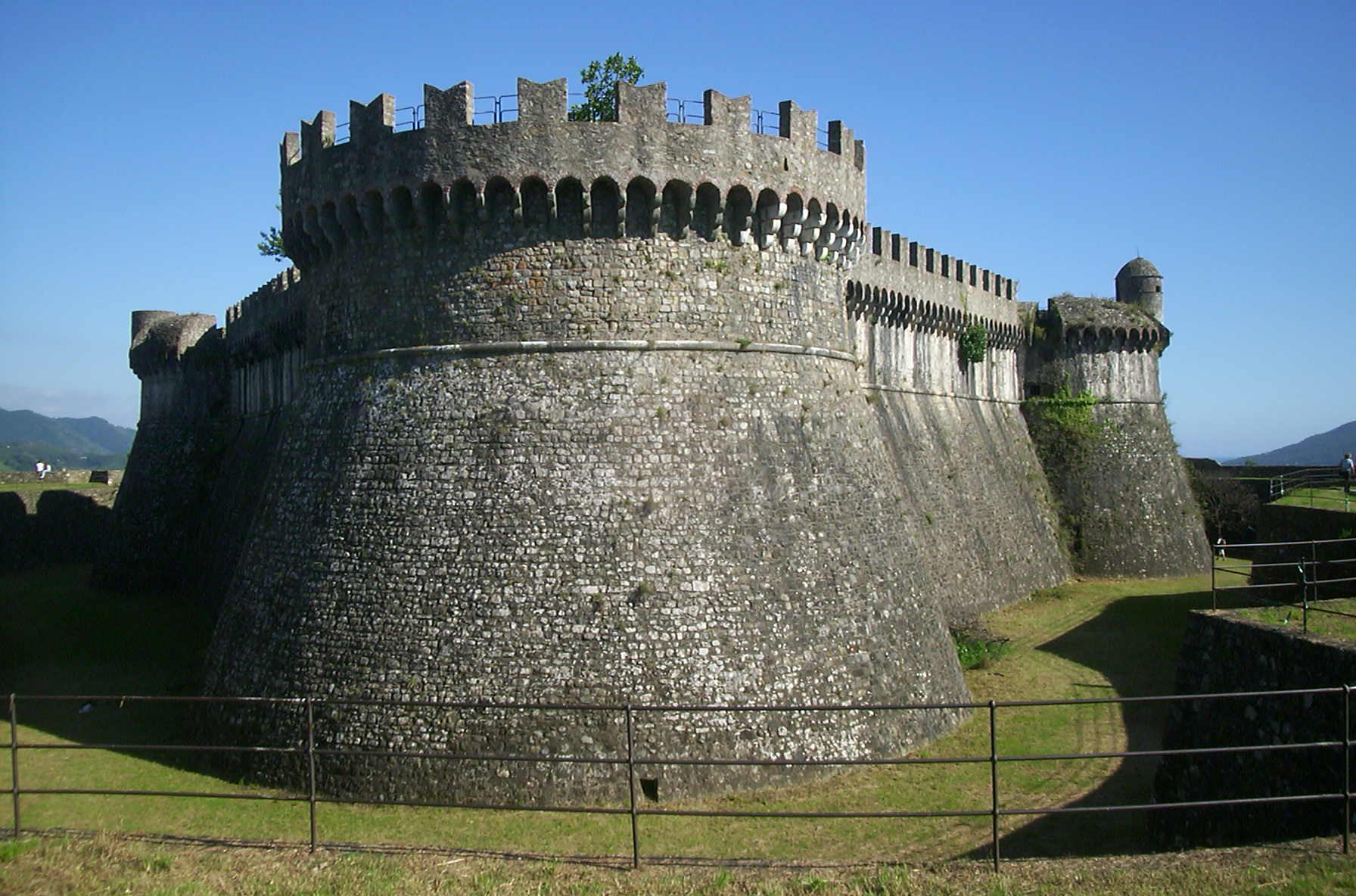
La fortezza di Sarzanello

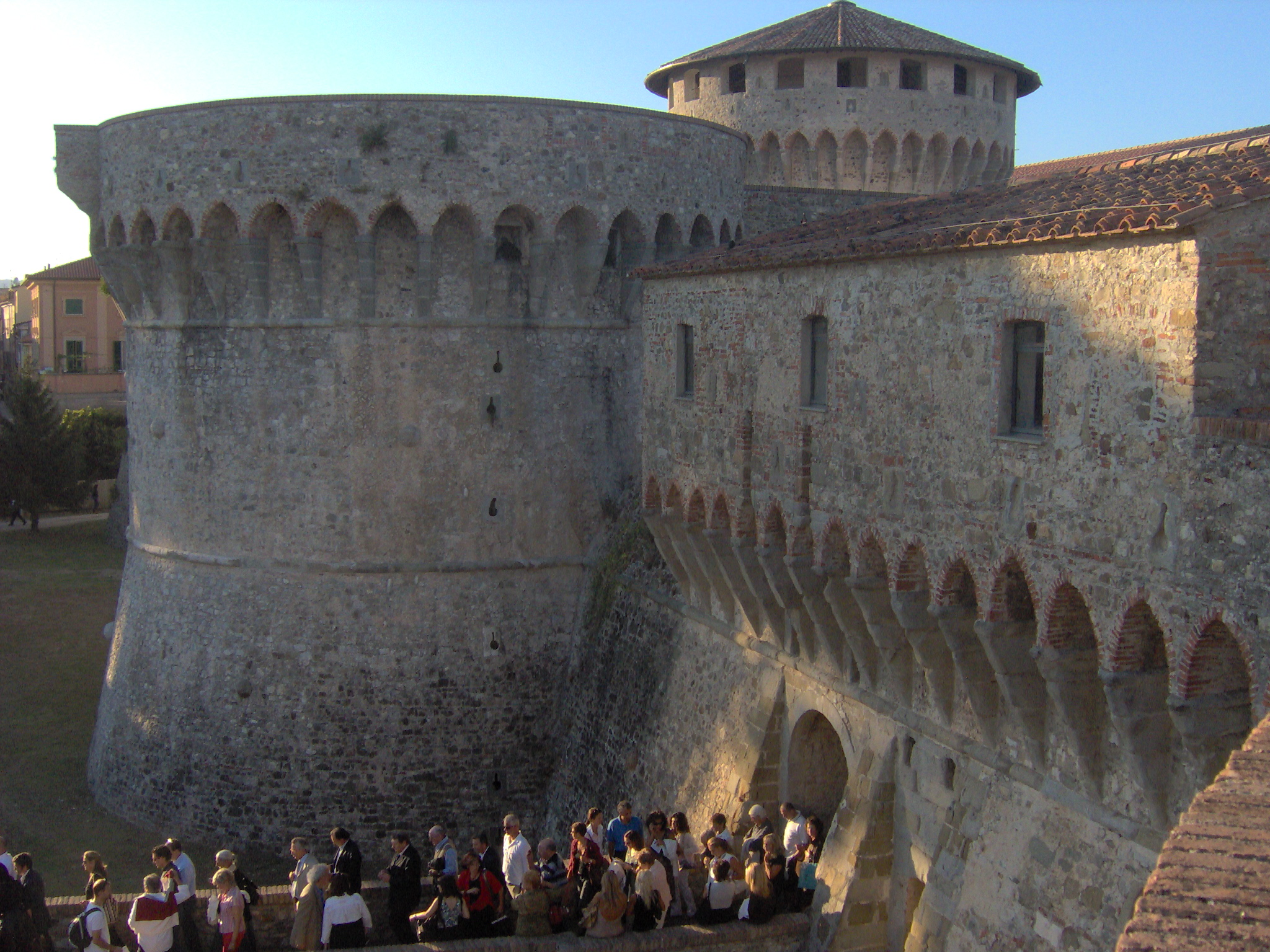
La cittadella di Sarzana

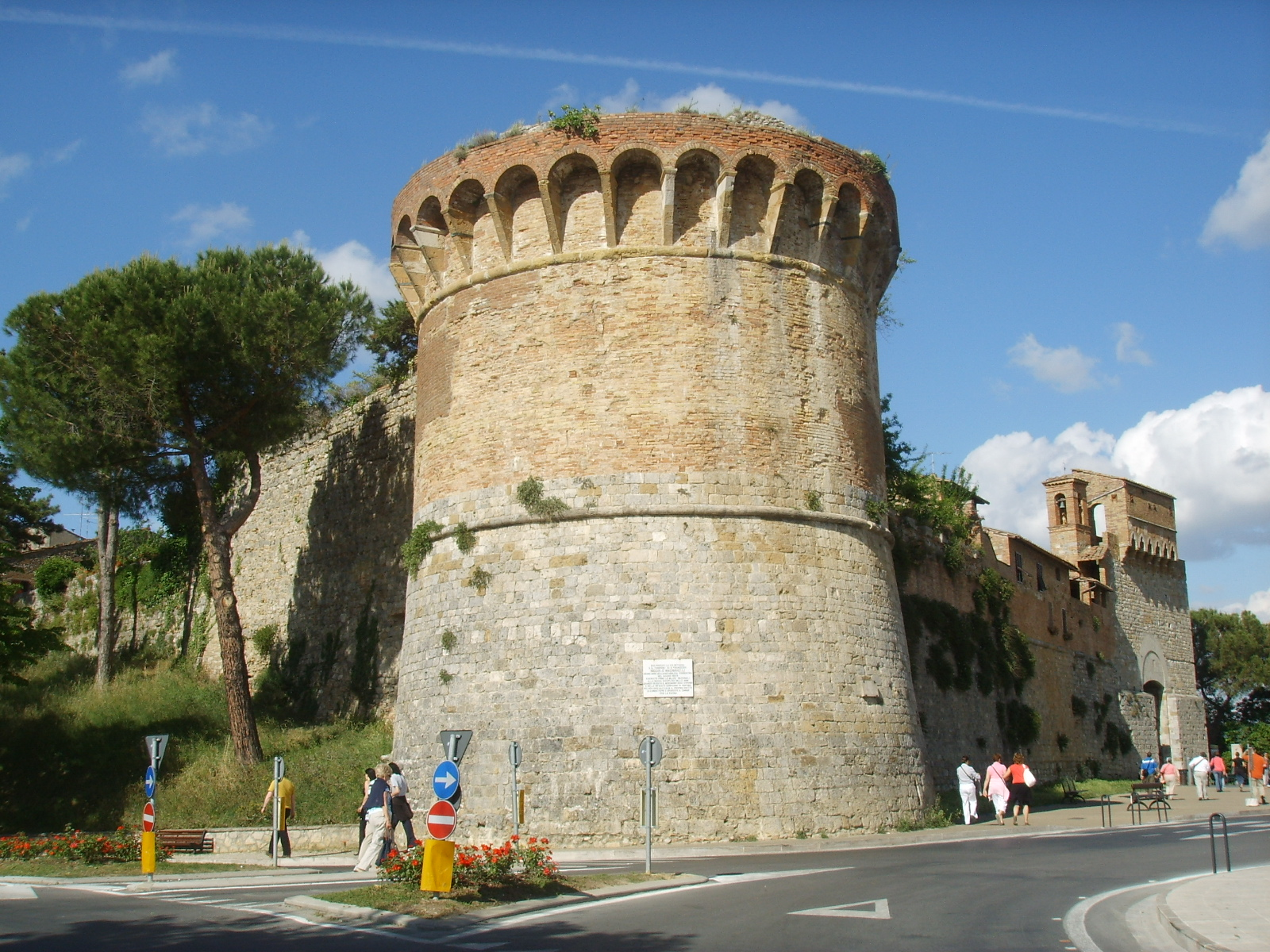
Bastione delle mura di San Gimignano

Rappresenta uno dei maggiori progettisti di fortificazioni della seconda metà del XV secolo, in un'epoca di transizione verso la "fortificazione alla moderna" il cui sviluppo, in buona parte è dovuta ai suoi allievi diretti.

## Biografia
Non si conoscono le circostanze della sua formazione e si è ipotizzato un apprendistato a Roma.
L'immatricolazione all'arte dei maestri di pietra e legname avvenne solo nel 1470, dimostrando che la sua prima attività si svolse fuori della città, o nella bottega paterna.
I suoi primi lavori furono arredi lignei per edifici ecclesiastici come il soffitto a cassettoni del coro e di alcune cappelle del transetto del Duomo di Pisa (distrutto da un incendio), Le attribuzioni di questo periodo non sempre sono univoche per l'abitudine di eseguire tali lavori in collaborazione tra vari artisti.
Dopo il 1470 fu infatti a capo di una affollata bottega, in cui ebbe come allievi anche Giuliano da Sangallo e Antonio da Sangallo, insieme con altri allievi e collaboratori come Baccio Pontelli, i fratelli Giuliano e Benedetto da Maiano, Francesco Del Tasso, Luca del Caprina, Domenico di Francesco detto il Capitano e altri.
In tale bottega Francione esercitava l'arte della falegnameria, dell'intaglio, dell'intarsio, ma anche del "maestro d'ascia" cioè della carpenteria di grandi opere in legno (tra cui macchine da cantiere e fortificazioni provvisorie) che rappresentava, all'epoca, uno dei campi di applicazione specialistici delle competenze di tipo ingegneristico.

## Le fortificazioni
A partire dagl anni settanta del XV secolo cominciò ad occuparsi di fortificazione e per la sua competenza tecnica fu nominato nel 1488, Provveditore delle opere di fortificazione e di difesa della Repubblica di Fiorenza in un momento in cui i Medici si erano resi conto della necessità di difendere il territorio costruendo o rafforzando i manufatti fortificati secondo le nuove necessità imposte dall'innovazione delle armi da fuoco. In tale momento di grande innovazione tecnica la bottega del Francione si trovò ad essere un centro fondamentale di elaborazione e dette un notevole apporto all'evoluzione dell'architettura fortificata "alla moderna", direttamente e con i successivi sviluppi legati ai suoi allievi.
Su commissione di Lorenzo il Magnifico, progettò la rocca Nuova di Volterra (1472-1474), a seguito della riconquista della città durante la guerra dell'allume. La rocca presenta una forma quadrata con bastioni circolari sugli angoli, un mastio circolare al centro del cortile interno ed altre muraglie esterne.
Tra le altre fortificazioni di cui si occupò il Francione, sempre su commissione dei Medici ed in collaborazione con i fratelli Sangallo e gli altri allievi, si ricordano il rafforzamento della cinta muraria di Colle di Val d'Elsa (1479) e di San Gimignano, la "rocchetta" di Pietrasanta (1485-1488), la Cittadella fortificata di Sarzana (1487- 1492) con uno schema quadrato simile a Volterra e la Fortezza di Sarzanello(1492) che rappresenta la sua opera più moderna, di forma triangolare (teorizzata da Francesco di Giorgio Martini), con una scarpa molto alta, parapetto smussato, postazioni di tiro coperte, grande rivellino triangolare, ma sempre con grandi bastioni circolari sui vertici della pianta.
In effetti Francione generalmente utilizza, per rafforzare gli spigoli delle cinte murarie, l'innovativo bastione circolare ("rondella"), utilizzato anche da Francesco di Giorgio Martini, che non svetta come i torrioni sopra le mura, e che presenta un muro, a scarpa per almeno metà della sua altezza. La forma circolare permetteva di far deviare molti dei tiri delle artiglierie, di meglio disporre il tiro incrociato dall'interno e di meglio assorbire eventuali crolli parziali. Presto però gli allievi di Francione lo sostituiranno con quello poligonale così comune nelle numerose realizzazione di Antonio e Giuliano.

## Le altre opere
Delle sue opere in legno non rimane molto e spesso l'attribuzione è controversa per la contemporanea presenza dei suoi allievi e collaboratori. Comunque lavorò sia in Palazzo Vecchio a Firenze che nel duomo di Pisa. L'unica opera superstite documentata è la Porta dei Gigli in Palazzo Vecchio che realizzò sul 1480 assieme a Giuliano
da Maiano, forse su cartone del Botticelli.